# Gaimardia
Gaimardia là một chi thực vật có hoa trong họ Centrolepidaceae.